# Anton Martin Slomšek
Blahoslavený Anton Martin Slomšek (26. listopadu 1800 Slom u Ponikve – 24. září 1862 Maribor) byl slovinský římskokatolický kněz a biskup, spisovatel, autor duchovních písní, pedagog a vlastenecký pracovník. 19. září 1999 ho papež sv. Jan Pavel II. během návštěvy Slovinska prohlásil za blahoslaveného.

## Život
Narodil se jako nejstarší syn Marie a Marka Slomšekových. Po gymnaziálních studiích v Celji absolvoval bohoslovecký seminář v Klagenfurtu, po vysvěcení na kněze (1824) dva roky působil jako kaplan v Bizeljsku a další dva v Nové Cerkvi u Celje. V roce 1829 byl vybrán za spirituála v Klagenfurtu, kde po devět let vyučoval bohoslovce slovinštinu. Od roku 1838 byl farářem ve Vuzenici, v roce 1844 byl jmenován kanovníkem katedrální kapituly ve Svatém Ondřeji a školním inspektorem. Už v této době byl literárně činný. V roce 1846 přijal úřad celjského faráře a krátce na to i biskupskou nominaci.

### Biskupem ve Svatém Ondřeji a Mariboru
V roce 1846 byl jmenován do čela lavantské diecéze se sídlem ve Svatém Ondřeji ve východním Korutansku, sídlo biskupství však v souladu s přáním lidu později přenesl z poněmčeného území do Mariboru, ležícího v kraji obydleném Slovinci. Biskupské svěcení přijal 5. července 1846 v Salcburku z rukou kardinála Bedřicha Schwarzenberga, pozdějšího pražského arcibiskupa. Biskupské heslo si zvolil podle sv. Ignáce z Loyoly: "Vše pro větší slávu Boží a spásu duší!" Snažil se povznést náboženský život, a to zvláště podporou lidových misií a duchovních cvičení. Energicky přistoupil k úkolu záchrany a rozšíření národního jazyka. Už v roce 1846 zahájil vydávání ročenky Drobtinice (Drobečky), v nichž publikoval své překlady (hlavně z němčiny), poezii, povídky, rčení a přísloví. V roce 1851 založil v Celji dosud existující nakladatelství Mohorjeva Družba, které popularizovalo slovinský jazyk vydáváním knížek pro děti. Velké úsilí vynaložil na povznesení slovinského školství. Několik školních učebnic bylo jeho dílem a některé z nich napsal ve spolupráci s jazykovědcem Franem Miklošičem. Mimoto složil a vydal množství národních a duchovních písní. V Mariboru z vlastních prostředků a z darů dal přestavět katedrálu a postavit biskupskou rezidenci, kanovnické domy a seminář. V roce 1851 založil bratrstvo sv. Cyrila a Metoděje, jehož cílem bylo náboženské sjednocení Slovanů a které mělo už v roce 1854 kolem 13 tisíc členů. Do 90. let 19. století počet členů bratrstva, spolupracujících na díle laického apoštolátu a sjednocení křesťanů východního i západního ritu, dosáhl 150 tisíc. Jako papežský legát pověřený vizitací benediktinských klášterů na území rakouské monarchie navštívil Čechy i Moravu a v Rajhradě se setkal s P. Františkem Sušilem. Rajhradský klášter byl první, který v jeho vizitaci přišel na řadu. Tento klášter navštívil ve dnech 10.-14. května 1856, kdy pobýval nějaký čas ve Vídni. Zde nalezl nejkrásnější řád. Dne 27. května 1856 podal z Vídně zprávu brněnskému biskupovi, v níž mu blahopřál, že má ve své diecézi tak vzorný klášter, který je sídlem vzdělanosti a zbožnosti. Pamětník z rajhradského kláštera na něho vzpomíná těmito slovy: "Slomšek byl velmi střídmý v jídle a nápoji, ale i ve slovu. Málo mluvil, zbytečného vůbec ničeho. Šat měl hrubý, ale srdce jemné. Košili bez zbytečných okras, bez manžet, z hrubého plátna, ale za to srdce ze zlata."
Ve Slovinsku je po něm pojmenována řada ulic, náměstí, škol a dalších institucí a zasvěceno mu je několik kostelů.

### Význam
Rozvíjení jednotného syntaktického a lexikálního systému v Slomšekově bohaté literární, vydavatelské a osvětové činnosti vytvořilo základy pro kodifikaci jednotného slovinského literárního jazyka a přispělo k jeho dalšímu rozvoji v rozmanitých oblastech jeho užití včetně slovesného umění. Slomšek zavedl jazykovědnou a matematickou terminologii a přispěl k rozvoji publicistického i vědeckého jazyka.
Snahy o jeho beatifikaci jsou starého data, ale beatifikační proces byl završen až koncem 20. století.

## Odkazy

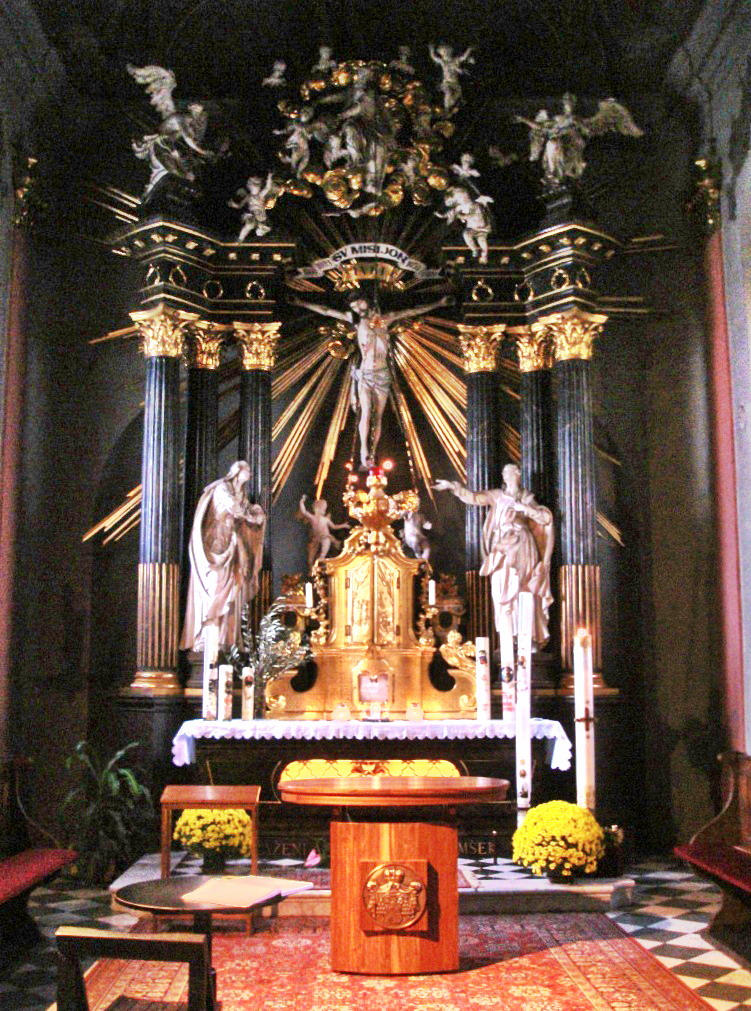
Hrob pod oltářem kaple sv. Kříže v mariborské katedrále